# Leptarthrus apicalis
Leptarthrus apicalis är en tvåvingeart som först beskrevs av Roser 1840.  Leptarthrus apicalis ingår i släktet Leptarthrus och familjen rovflugor.
Artens utbredningsområde är Tyskland. Inga underarter finns listade i Catalogue of Life.